# Лазурен прозорец
Лазурният прозорец (на малтийски: it-Tieqa Żerqa, it-Tieqa tad-Dwejra) е бивша 28-метрова естествена арка, разположена на запад от остров Гозо, точно край бреговете на Малта в Средиземно море.
Варовиковата скала е сред основните туристически забележителности на острова, докато не се срутва по време на силна буря на 8 март 2017 г.
Лазурният прозорец е повод за гордост за местните жители. Обявена е за обект на световното природно наследство на ЮНЕСКО. Арката, заедно с други природни образувания в района, се появява в редица международни филми и медийни продукции, включително Сблъсъкът на Титаните (1981), Граф Монте Кристо (2002), и сериалите Одисея (1997) и Игра на тронове.

## История
Арката е формирана от срутването на морска пещера, вероятно през 19 век. Не се знае точно кога се е образувала арката, но се смята, че целият процес е отнел около 500 години.
Между 1980-те и 2000-те години частите на горната плоча на арката се сриват, като значително разширяват арката. Голяма каменна плоча по външния ръб на кухината се срива през април 2012 г., което допълнително увеличава размера на прозореца. През март 2013 г. се наблюдава още едно пропадане на скалите. Четири месеца по-късно е изготвен геоложки и геотехнически доклад от консултанта Питър Гат, който представлява местната фирма „Geoscience Consulting Ltd“ и установява, че арката е „относително стабилна и ще продължи да остане такава в продължение на много години“, и че „няма непосредствен риск от колапс“, но предупреждава, че скалните падания ще продължат и може да е опасно за хората да се приближават до арката.
Допълнителни скални падания и образувания на пукнатини са докладвани през следващите години. Рибарите избягвали да се приближават до арката с лодките си и предупредителни знаци бяха поставени, за да обезкуражат хората да ходят на върха. Въпреки това, много туристи продължават редовно да посещават арката, и видеоклипове на хора, които се гмуркат от прозореца, докато скални парчета падат от арката са качвани в YouTube.
През декември 2016 г. е публикувана спешна заповед, с която се забранява на хората да се придвижват към арката, като нарушителите са заплашени с глоба от 1500€. Въпреки това, този закон не беше приложен и посетителите все още се качват на върха в последните дни преди той да се срине.
Лазурният прозорец се срутва около 8:40 ч. местно време на 8 март 2017 г. след тежка буря, оставяйки нищо видимо над водата. Основната скална колона крепяща арката пада първа, което кара горната ѝ част да се срути заедно с нея. Смята се, че срутването е било неизбежно.
Срутването бе отчетено както в местните, така и в международните медии. В деня на колапса полицията призова обществеността да не посещава района, а гмуркането в района бе временно забранено. Въпреки това, няколко дни след срутването се появяват кадри от останките на подводната арка.

## Геология
Лазурният прозорец представлява естествена арка с височина около 28 метра и ширина около 25 метра. Разположена на върха на нос, известен като Двейра (на малтийски: Dwejra). Формирането на прозореца е разделено на две части. Първата част е формирала основата и стълбовете на арката, а втората – е формирала голяма част от неподдържаната арка.
Първата част е имала дебелина от 20 метра и се е състояла главно от вкаменелости от коралинови червени водорасли. Включвала е четири типа седименти, чието отлагане е бавно и настъпва при морски дълбочини над 30 метра с умерени течения.
Втората част е имала дебелина 10 метра и включвала пет типа скали, образуващи тънък слой от бял варовик между първата и втората част, който е доста мек и следователно по-лесно ерозира, поради което образува депресия около прозореца. Той е отложен в плитките води и подложен на високо вълново действие.